# Icknield Street
51°53′17″N 1°46′01″O / 51.888, -1.767 a 53°25′05″N 1°23′38″O / 53.418, -1.394

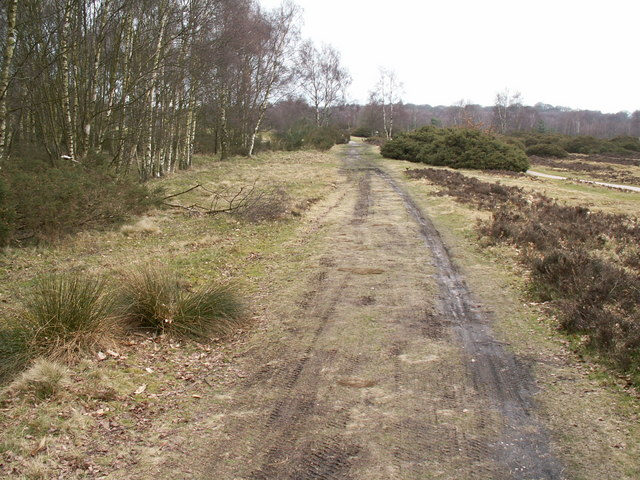
Una parte de Icknield Street conservada en el Sutton Park.

Icknield Street o Ryknild Street es una vía romana del Reino Unido que discurre desde Fosse Way, Bourton-on-the-Water, en Gloucestershire, hasta Templeborough, en South Yorkshire. Atraviesa las localidades de Alcester, Studley, Redditch, Metchley Fort, Birmingham, Lichfield y Derby.
La vía fue llamada históricamente Icknield Street pero adquirió el nombre de Ryknild Street en el siglo XII por equivocación de Ranulf Higdon, un monje de Chester escribiendo en 1344 en su Polychronicon. Harverfield escribiendo en el Victoria County History de Warwickshire ponía en duda si la vía tenía algún derecho real y original a cualquiera de las dos denominaciones, mostrando preferencia por Ryknild como una alternativa no menos válida (o no menos correcta), y siendo capaz de distinguirla de Icknield Street en Oxfordshire y Berkshire. Actualmente recibe el nombre de Icknield o Ryknild Street para distinguirla del antiguo Icknield Way, una ruta de la Edad del Hierro que se extendía desde Norfolk hasta Dorset. Una sección conservada de la vía romana se puede ver en Sutton Park, en Birmingham.